# Rudolf Kochendörffer (Mathematiker)

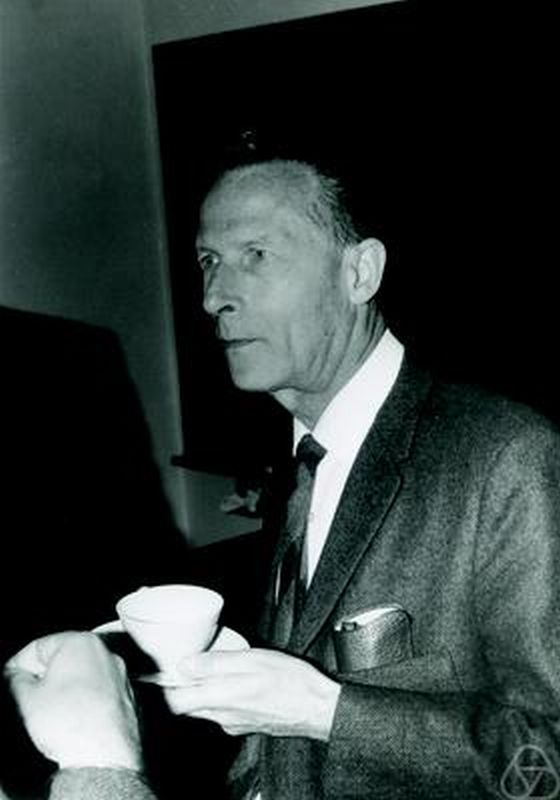
Rudolf Kochendörffer 1971 in Erlangen

Paul Joachim Rudolf Kochendörffer (* 21. November 1911 in Berlin-Pankow; † 23. August 1980 in Dortmund) war ein deutscher Mathematiker, der sich mit Algebra beschäftigte.

## Leben und Wirken
Rudolf Kochendörffer studierte ab 1930 an der Berliner Universität, unter anderem bei Ludwig Bieberbach, Issai Schur und Erhard Schmidt. 1936 promovierte er dort (Untersuchungen über eine Vermutung von W. Burnside; die Arbeit war durch Schur angeregt, der aber 1935 als Jude zum Rücktritt gezwungen wurde). 1938/9 war er Assistent an der Universität Göttingen. Ab 1939 bis 1945 war er Mitglied der Dechiffrierabteilung des Auswärtigen Amtes (Pers Z) und der Dechiffriergruppe des Oberkommandos der Heeres (OKH/Chi).
1947 habilitierte Kochendörffer sich in Berlin, wo er ab 1946 Oberassistent war und dann Privatdozent wurde. 1948 war er Dozent und ab 1949 Professor in Greifswald. Ab 1950 war er Professor an der Universität Rostock, wo er 1951 bis 1954 Dekan war und 1956 bis 1960 Prorektor, zuständig für Forschung. 1964 bis 1966 war er Gastprofessor an der University of Adelaide. 1967 kehrte er nach einer Auslandsreise nicht mehr in die DDR zurück. 1968 wurde er Professor an der Universität Mainz (und war 1968/69 Gastprofessor in Hobart auf Tasmanien) und ab 1970 in Dortmund, wo er 1977 emeritiert wurde.
Kochendörffer beschäftigte sich unter anderem mit Gruppentheorie und verfasste mehrere Algebra-Lehrbücher.
1960 wurde er mit dem Vaterländischen Verdienstorden in Bronze ausgezeichnet, der ihm 1967 aberkannt wurde. 1963 erhielt er den Nationalpreis III. Klasse der DDR für Wissenschaft und Technik.

## Schriften
- Einführung in die Algebra (= Hochschulbücher für Mathematik. Band 18). Deutscher Verlag der Wissenschaften, Berlin 1955. 4. Auflage 1974, englische Übersetzung Groningen, Wolters Noordhoff, 1972.
- Determinanten und Matrizen. Berlin 1957, 5. Auflage Leipzig 1967, Stuttgart 1970.
- On supplements of finite groups. Groningen 1963.
- Lehrbuch der Gruppentheorie unter besonderer Berücksichtigung der endlichen Gruppen. Leipzig 1966, englisch Group Theory, McGraw Hill 1970.